# Nuevo Rosario Temextitlán
Nuevo Rosario Temextitlán är en ort i Mexiko.   Den ligger i kommunen San Pedro Yólox och delstaten Oaxaca, i den sydöstra delen av landet, 400 km sydost om huvudstaden Mexico City. Nuevo Rosario Temextitlán ligger 556 meter över havet och antalet invånare är 167.
Terrängen runt Nuevo Rosario Temextitlán är bergig åt sydväst, men åt nordost är den kuperad. Runt Nuevo Rosario Temextitlán är det glesbefolkat, med 12 invånare per kvadratkilometer. Närmaste större samhälle är San Juan Bautista Valle Nacional, 12,3 km nordost om Nuevo Rosario Temextitlán. I omgivningarna runt Nuevo Rosario Temextitlán växer i huvudsak städsegrön lövskog.